# ヘンリー・プール

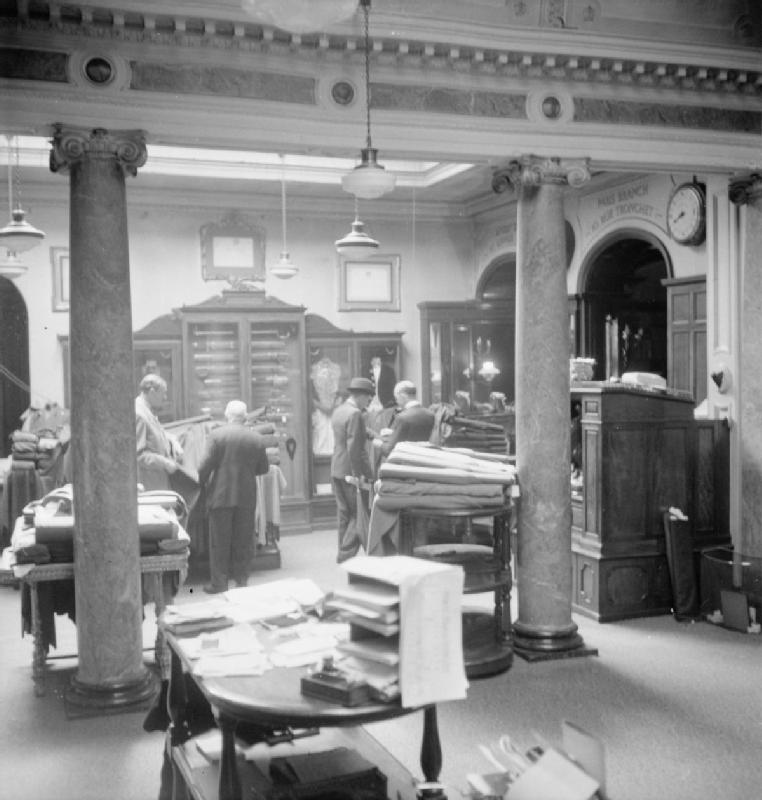
18世紀に建てられたヘンリー・プールのショールームで製品を吟味する顧客、1944年

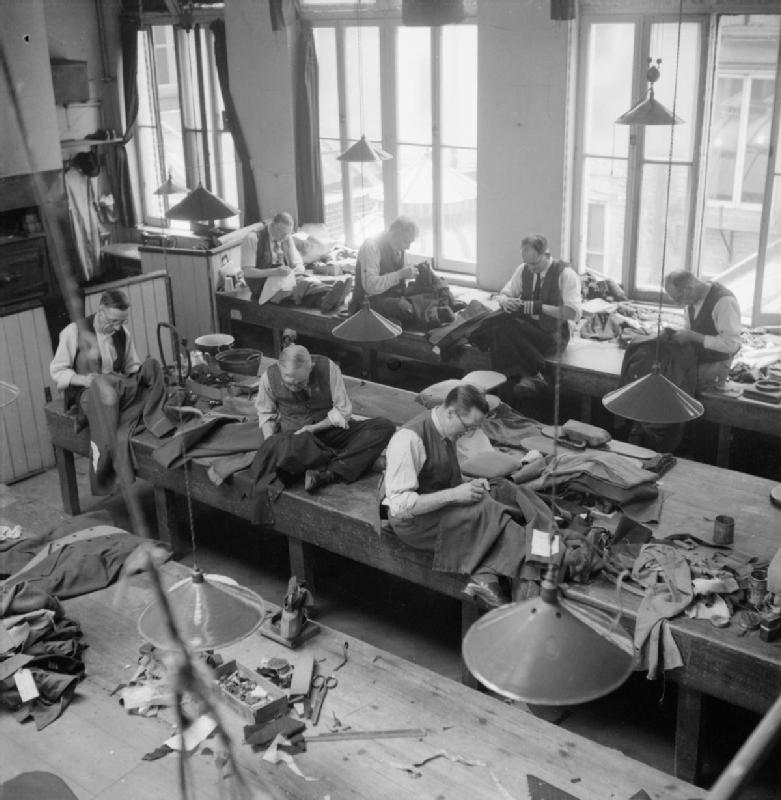
ヘンリー・プールの工房の様子、後列右から2番目の海軍士官の軍服をはじめ、さまざまなタイプのジャケットを仕立てている仕立屋たちの様子、男たちは皆、作業台に座って作業している。1944年

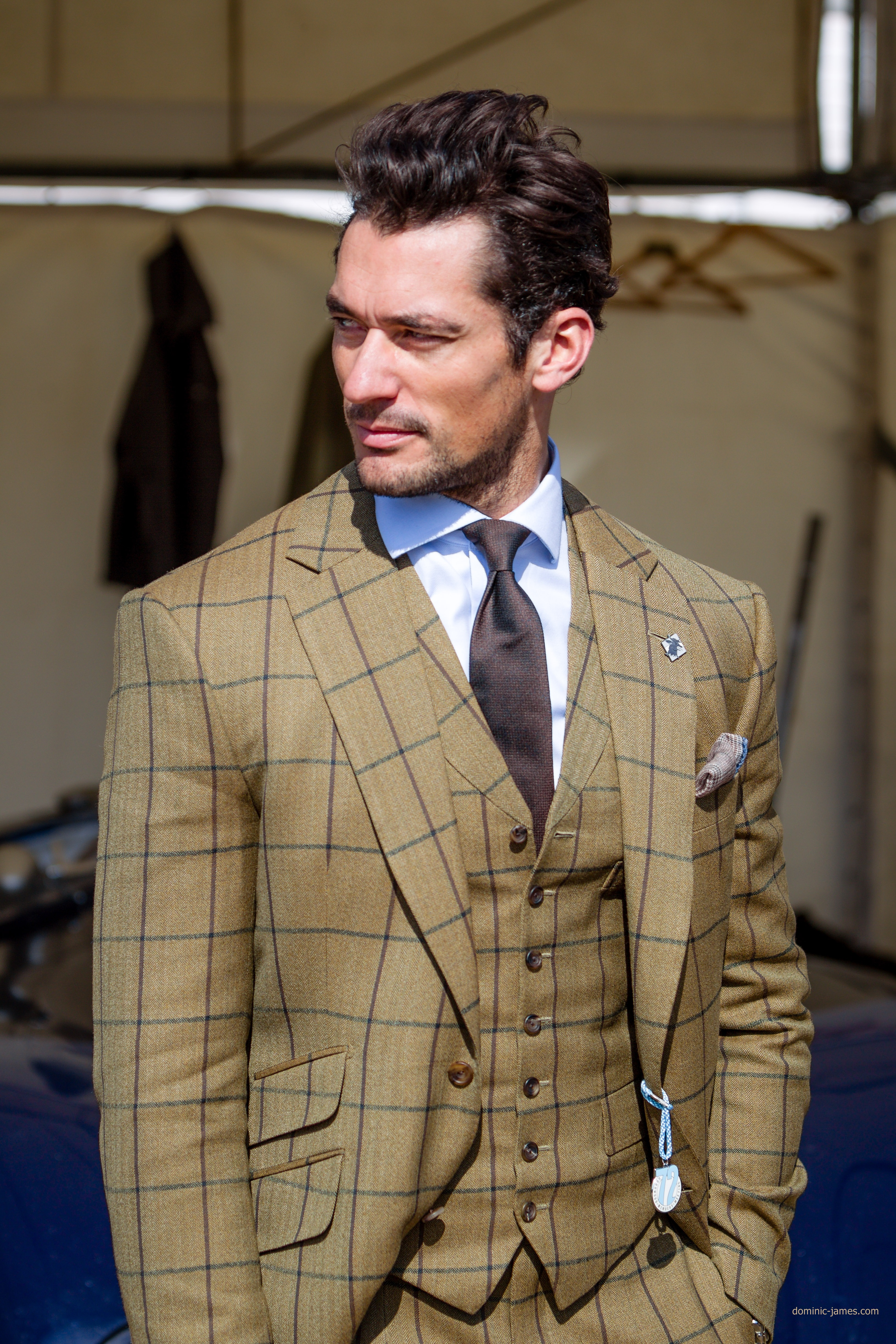
ヘンリー・プールのオーダーメイドスーツを着るデヴィッド・ギャンディ、2014年

ヘンリー・プール & Co（Henry Poole & Co）はイギリス・ロンドンのサヴィル・ロウ15番地に本店を構える紳士服テイラー。『サヴィル・ロウ最古のテイラー』として広く一般に知られ、同社は創業以来同族経営によってその伝統を伝えている。1860年にプリンス・オブ・ウェールズ（後のエドワード7世）から渡された仕様書をもとに、モダンスタイルのディナージャケットを初めて製作した。

## 歴史
同社は1806年にブランズウィック・スクエア（Brunswick Square）でリネン商として創業した。創業直後の同社は軍服の仕立を専門に扱っており、創業者のジェームズ・プールはワーテルローの戦いにも従軍したという。創業者の死後息子のヘンリーは1846年にサヴィル・ロウに店を移した。1961年、サヴィル・ロウの再開発に伴いコーク・ストリートに移転したものの、1982年に現在のサヴィル・ロウ15番地に本店を復帰させている。
ヘンリー・プールは1876年の死に至るまで店の経営に携わり、死後、店の経営はヘンリーの従兄弟で、現在のオーナーであるアンガス・カンディとその息子サイモンの5代前の先祖に当たるサミュエル・カンディが引き継いでいる。創業以来2世紀の歳月の間、同社は多くの成功をおさめ、多くの困難に耐えながらも今日までその伝統を伝えている。1858年にナポレオン3世の御用達認定を受けたのを皮切りに世界各国の王室から御用達に認定された。同社は創業以来の伝統を誇る軍服や各種の儀礼服を現在でも作り続けており、宮中服では1976年にエリザベス2世のロイヤルワラントを受けている。
同社は、日本、ヨーロッパ大陸、アメリカ合衆国の主要都市で定期的にオーダー会を開いている。2006年、同社は本店の改装をもって創業200周年を祝い、2007年には同社の著名な顧客として知られるウィンストン・チャーチルが愛用した事によって有名になった服地を再現、限定販売した。
白洲次郎も常連顧客としてオーダーしていたといわれる。

## ディナー・スーツ
1860年、ヘンリー・プールは、プリンス・オブ・ウェールズ（後の国王エドワード7世）がサンドリンガムでの非公式なディナー・パーティで着用する目的で、短いイブニング・ジャケット（スモーキングジャケット）を製作した。1886年、ニューヨークのタキシード・パークに住んでいたジェームス・ポッターがロンドンを訪れた際、エドワード王子から週末をサンドリンガム・ハウスで過ごすよう招待された。その際、彼は、王子のテーラーであるヘンリー・プール社にスモーキング・ジャケットを作ってもらうよう勧められた。
ニューヨークに戻ったポッターはタキシード・クラブで新調のスモーキング・ジャケットを誇らしげに着始め、すぐに他の会員たちも自分のためにスモーキング・ジャケットを作り、クラブにおける「男性だけの」ディナーの非公式なユニフォームとして採用された。その結果、ディナー・ジャケットはアメリカではタキシードまたはタックスと呼ばれるようになった。

## その他
ウィンストン・チャーチルは現在でも同社の代表的な顧客であり、2007年の復刻に限らず、2017年のイギリス映画『ウィンストン・チャーチル/ヒトラーから世界を救った男』ではチャーチルの衣装のスーツを製作している。
しかし、2015年の調査によると、チャーチルには総額で220万円ほどの不払いがヘンリー・プールに対してあるという。他にも、支払いの滞納をした著名な顧客に皇太子時代のエドワード7世や、チャールズ・ディケンズが息子の滞納分を代わりに支払ったそうである。

## 関連文献
- 長谷川喜美「英国王室御用達 知られざるロイヤルワラントの世界」平凡社新書 ISBN 9784582855937
- Stephen Howarth: Henry Poole: Founders of Savile Row - The Making of a Legend. Godalming: Bene Factum, 2003. ISBN 978-1-903071-06-9